# Ellen Sandweiss
Ellen Sandweiss (Detroit, Michigan, 30 de dezembro de 1958) é uma atriz norte-americana de filmes B. Ela também se apresentou no Teatro musical como dançarina e cantora pop, e em uma mostra de uma mulher de música judaíca.
Sandweiss nasceu em Detroit, Michigan, e é graduada na Universidade de Michigan. Ela ganhou notoriedade no filme cult de terror de 1981 The Evil Dead, interpretando Cheryl, irmã de Ash. Depois ela teve um hiato de atuar por mais de 20 anos.

## Filmografia
| Ano  | Título                    | Papel           | Notas           |
| ---- | ------------------------- | --------------- | --------------- |
| 1978 | Within the Woods          | Ellen           | Curta-metragem  |
| 1978 | Shemp Eats the Moon       | The Snake       | Curta-metragem  |
| 1981 | The Evil Dead             | Cheryl          | Papel principal |
| 2006 | Satan's Playground        | Paula           |                 |
| 2007 | The Dread                 | Diane           |                 |
| 2007 | My Name Is Bruce          | Cheryl          |                 |
| 2007 | Brutal Massacre: A Comedy | Natalie Vasquez |                 |
| 2009 | Dangerous Women           | Cheryl          | 6 episódios     |
| 2013 | Oz the Great and Powerful | Quadling Woman  | Cameo           |
| 2013 | Evil Dead                 | Cheryl          | Voice Cameo     |